# Чорашти (Галац)
Чорашти (рум. Ciorăști) насеље је у Румунији у округу Галац у општини Припонешти. Oпштина се налази на надморској висини од 109 m.

## Становништво
Према подацима из 2002. године у насељу је живело 1210 становника, од којих су сви румунске националности.